# Drenaje Penrose

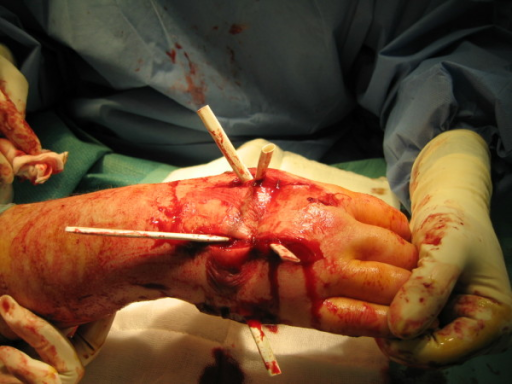
Cirugía de un síndrome compartimental del dorso de la mano derecha del paciente. Después de remover el hematoma, aspiración de contraste yodado y fasciotomía, fueron dejados seis Penrose y los bordes de las heridas quirúrgicas estaban cerrados con grapas

Un drenaje Penrose es un instrumento médico, creado por el ginecólogo estadounidense Charles Bingham Penrose (1868-1925), colocado en una herida para drenar fluidos como sangre, pus, entre otros. Consiste en un tubo estéril de goma colocado en un área de la herida, para prevenir la acumulación de fluidos.

## Usos
Un drenaje Penrose quita el fluido del área de la herida por capilaridad. Es utilizado por cirujanos, para impedir la acumulación de fluidos que pudieran ser habitados por bacterias.
En podología, un Penrose a menudo es usado como torniquete en avulsión de uña del dedo gordo del pie o extracción de uñas encarnadas (onicocriptosis).
También puede ser usado para drenar el líquido cefalorraquídeo para tratar pacientes hidrocefálicos, y pus en  otras cirugías.

## Ventajas y desventajas
Los drenajes de este tipo presentan ventajas como posibilitar la salida de los líquidos que impidan la cicatrización del tejido subyacente a la herida y que puedan causar infección y aliviar la presión por acúmulo de líquidos.
Las desventajas son la posibilidad de infección exógena (invasión de microorganismos provenientes del ambiente), haciéndolo contraindicado en cirugías abdominales, y el escaso tiempo en que puede utilizarse sin riesgo.
El drenaje abierto de las heridas por colocación de Penrose no disminuye sino que aumenta el grado de contaminación y la incidencia de infección.